# Dolina Sucha Jaworowa

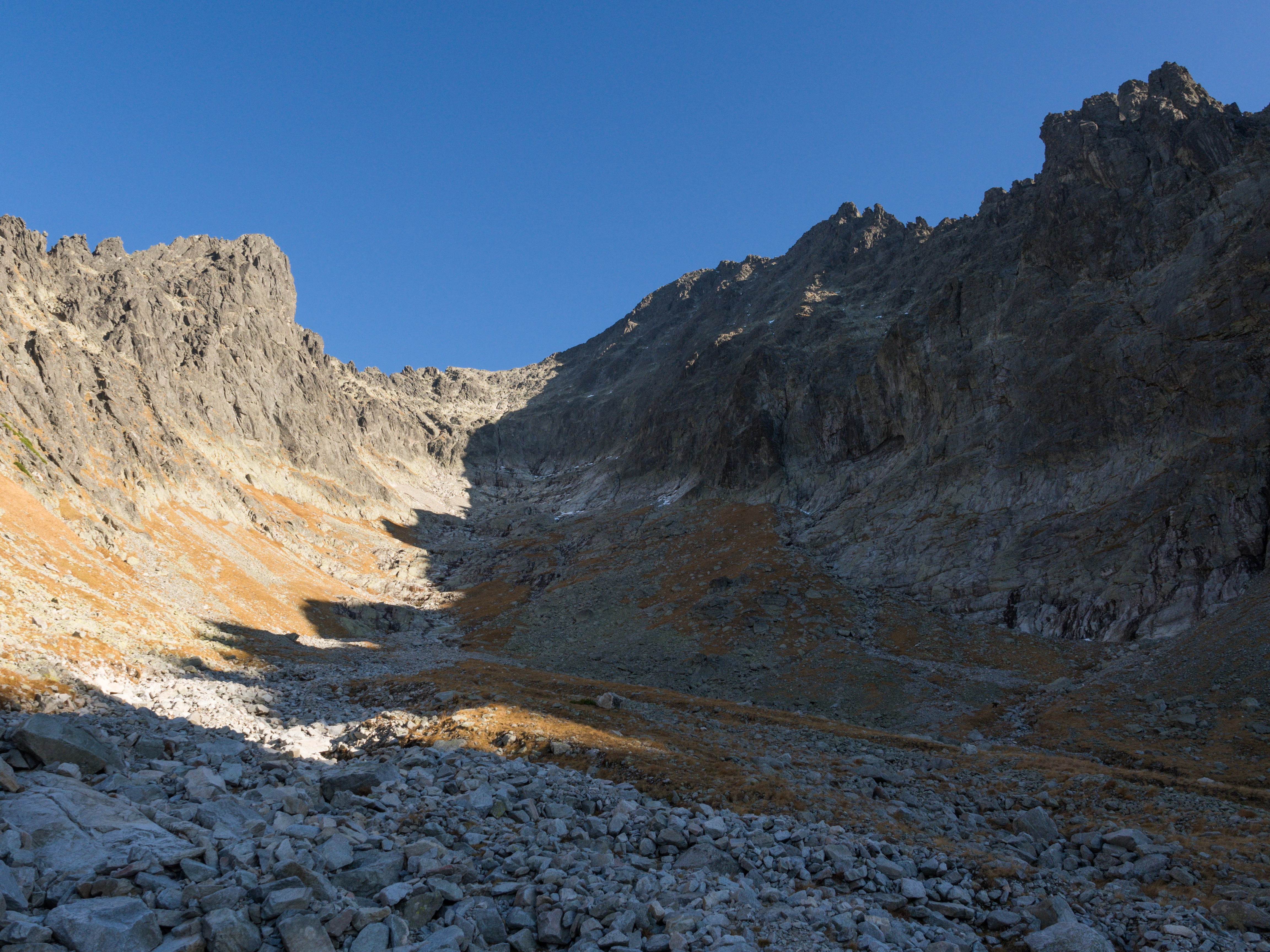
Dolina Sucha Jaworowa

Dolina Sucha, Dolina Sucha Jaworowa (słow. Suchá dolina, niem. Suchatal, Dürrental, Dürres Tal, węg. Szárazvölgy) – niewielka tatrzańska dolina leżąca na terenie Słowacji. Dolina Sucha jest najmniejszym wschodnim odgałęzieniem Doliny Jaworowej (Javorová dolina).
Pusta i skalista wcina się na długości ok. 0,5 km pomiędzy Sobkową Grań (Suchý hrebeň) zwaną także Suchą Granią, która oddziela ją od południa od Doliny Zadniej Jaworowej (Zadná Javorová dolina) i Sobkowego Żlebu, a grań Kapałkowych Turni (Ľadové veže), które oddzielają ją od północy od Doliny Czarnej Jaworowej (Čierna Javorová dolina) i Śnieżnej (Ľadová dolina), i podchodzi pod zachodnią, potężną ścianę Lodowego Szczytu (Ľadový štít), która oddziela ją od położonej na wschodzie Doliny Pięciu Stawów Spiskich (kotlina Piatich Spišských plies).
Dolina Sucha nie leży na terenie rezerwatu, ale nie jest odwiedzana przez turystów, ponieważ nie prowadzi przez nią żaden znakowany szlak turystyczny. Widoczna jest z zielonego szlaku wytyczonego w Dolinie Jaworowej na Lodową Przełęcz (Sedielko). Okresowo przez dolinę przepływa potok – Sucha Woda Jaworowa (Suchá voda javorová).
Od dawna do doliny przybywali myśliwi (zwłaszcza z Jurgowa) i poszukiwacze skarbów. Pierwszymi turystami, którzy przeszli przez Dolinę Suchą, byli ks. Walenty Gadowski i jego towarzysze (13 lipca 1908 r.). W zimie pierwszy był tu Stanisław Krystyn Zaremba 30–31 marca 1932 r.